# CKE Restaurants Holdings
CKE Restaurants Holdings, Inc. är ett amerikanskt multinationellt förvaltningsbolag som verkar inom snabbmat. De äger hamburgerrestaurangkedjorna Carl's Jr. och Hardee's. Totalt har de två restaurangkedjorna fler än 3 600 restauranger och finns i 44 amerikanska delstater och 37 länder världen över. Holdingbolaget ägs helt av det amerikanska riskkapitalbolaget Roark Capital Group.
Förvaltningsbolaget grundades 1966 som Carl Karcher Enterprises, Inc. av just Carl Karcher, grundaren till Carl's Jr., för att ha som ett förvaltningsbolag till Karchers affärsintressen. Någon gång på början av 1990-talet blev företaget dagens företag efter meningsskiljaktigheter mellan Karcher och styrelse. 1997 köpte CKE hamburgerkedjan Hardee's från det kanadensiska konglomeratet Imasco Limited för 327 miljoner amerikanska dollar. I april 2010 köpte det amerikanska riskkapitalbolaget Apollo Global Management CKE för en köpeskilling på 693,9 miljoner dollar, det varade dock bara fram till november 2013 innan ett annat amerikanskt riskkapitalbolag i Roark Capital Group köpte förvaltningsbolaget för 1,65–1,75 miljarder dollar.
För 2018 hade företaget en personalstyrka på omkring 20 200 anställda. CKE har sitt huvudkontor i Franklin i Tennessee.

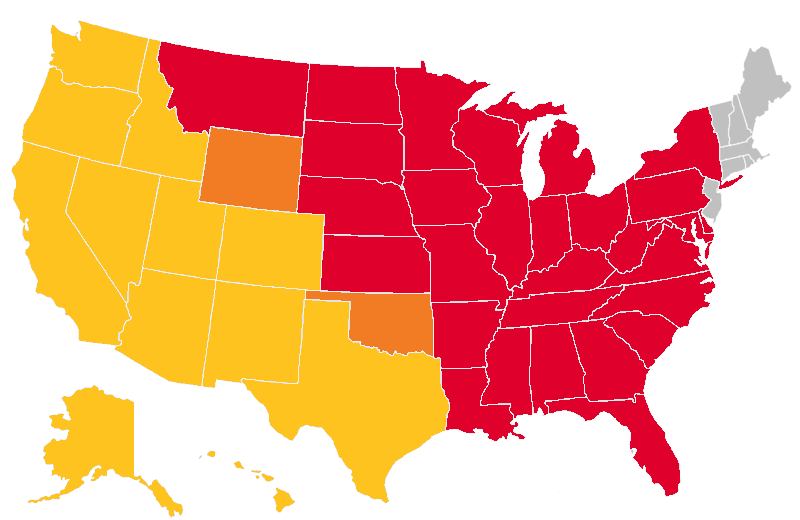
Delstater med gul färg = Carl's Jr.
Delstater med röd färg = Hardee's
Delstater med orange färg = Både Carl's Jr. och Hardee's.
Delstater med grå färg = Ingen av restaurangerna är etablerade där.
Uppdaterad i oktober 2007.

## Dotterbolag
| Namn                       | Grundad | Typ av huvudrätt | Antal restauranger |
| -------------------------- | ------- | ---------------- | ------------------ |
| Carl’s Jr. Restaurants LLC | 1941    | Hamburgare       | 1 524              |
| Hardee’s Restaurants LLC   | 1960    | Hamburgare       | 2 137              |